# Marengo (Iowa)
Marengo ist der County Seat des Iowa County im Bundesstaat Iowa. 2020 hatte die Stadt am Iowa River 2435 Einwohner.

## Geschichte
Marengo wurde 1845 angelegt und 1847 offiziell gegründet. Schon seit  Baubeginn war die Stadt der County Seat des Iowa County, obwohl sie erst 1859 als Stadt anerkannt wurde. Der Name „Marengo“ wurde in Gedenken an die Schlacht von Marengo gewählt, in der Bonaparte die österreichische Armee besiegte.
Das Iowa County Courthouse, welches 1893 gebaut wurde, ist im National Register of Historic Places eingetragen.

## Bevölkerung
2010 lebten 2528 Menschen in Marengo. Davon waren 97,3 Prozent Weiße, 0,6 Prozent Afroamerikaner, 0,6 Prozent amerikanische Ureinwohner, 0,4 Prozent Asiaten, 0,4 aus anderen Ethnien sowie 0,7 Prozent aus zwei oder mehreren Ethnien. 2,8 Prozent der Bevölkerung waren Hispanics oder Latinos.
Das Durchschnittsalter in  Marengo betrug 41 Jahre.

### Einwohnerentwicklung
| Volkszählungsergebnisse – Town of Marengo, Iowa | Volkszählungsergebnisse – Town of Marengo, Iowa | Volkszählungsergebnisse – Town of Marengo, Iowa | Volkszählungsergebnisse – Town of Marengo, Iowa | Volkszählungsergebnisse – Town of Marengo, Iowa | Volkszählungsergebnisse – Town of Marengo, Iowa | Volkszählungsergebnisse – Town of Marengo, Iowa | Volkszählungsergebnisse – Town of Marengo, Iowa | Volkszählungsergebnisse – Town of Marengo, Iowa | Volkszählungsergebnisse – Town of Marengo, Iowa | Volkszählungsergebnisse – Town of Marengo, Iowa |
| Jahr                                            | 1850                                            | 1860                                            | 1870                                            | 1880                                            | 1890                                            | 1900                                            | 1910                                            | 1920                                            | 1930                                            | 1940                                            |
| ----------------------------------------------- | ----------------------------------------------- | ----------------------------------------------- | ----------------------------------------------- | ----------------------------------------------- | ----------------------------------------------- | ----------------------------------------------- | ----------------------------------------------- | ----------------------------------------------- | ----------------------------------------------- | ----------------------------------------------- |
| Einwohner                                       | 50                                              |                                                 | 1693                                            | 1738                                            | 1710                                            | 2007                                            | 1786                                            | 2048                                            | 2112                                            | 2260                                            |
| Jahr                                            | 1950                                            | 1960                                            | 1970                                            | 1980                                            | 1990                                            | 2000                                            | 2010                                            | 2020                                            | 2030                                            | 2040                                            |
| Einwohner                                       | 2151                                            | 2264                                            | 2235                                            | 2308                                            | 2270                                            | 2535                                            | 2528                                            | 2435                                            |                                                 |                                                 |

## Sehenswürdigkeiten
- Marengo Public Library: Die Bibliothek stammt aus der Zeit von 1904/1905 und wurde 2007 restauriert.
- Pioneer Heritage Museum: Das Museum zeigt zwei Log Cabins und ein Farmerhaus aus den Anfangszeiten der Besiedlung
- Iowa County Courthouse: Gerichtsgebäude des Counties aus dem Jahr 1892
- Iowa Valley High School: Schulgebäude der Iowa Valley High School
- Rolle Bolle Courts: Spielanlage für das in Belgien entstandene Spiel Rolle Bolle

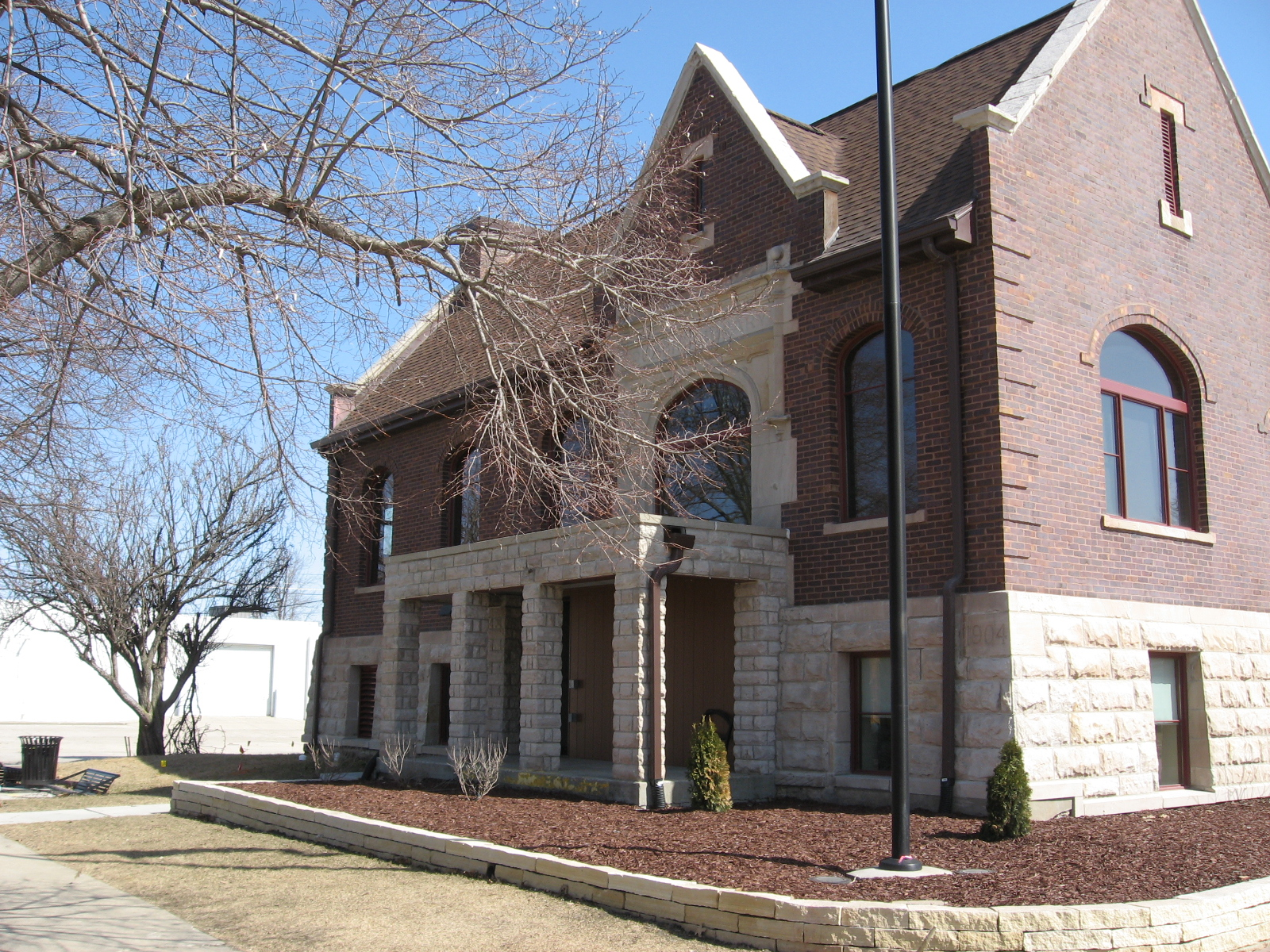
Marengo Public Library
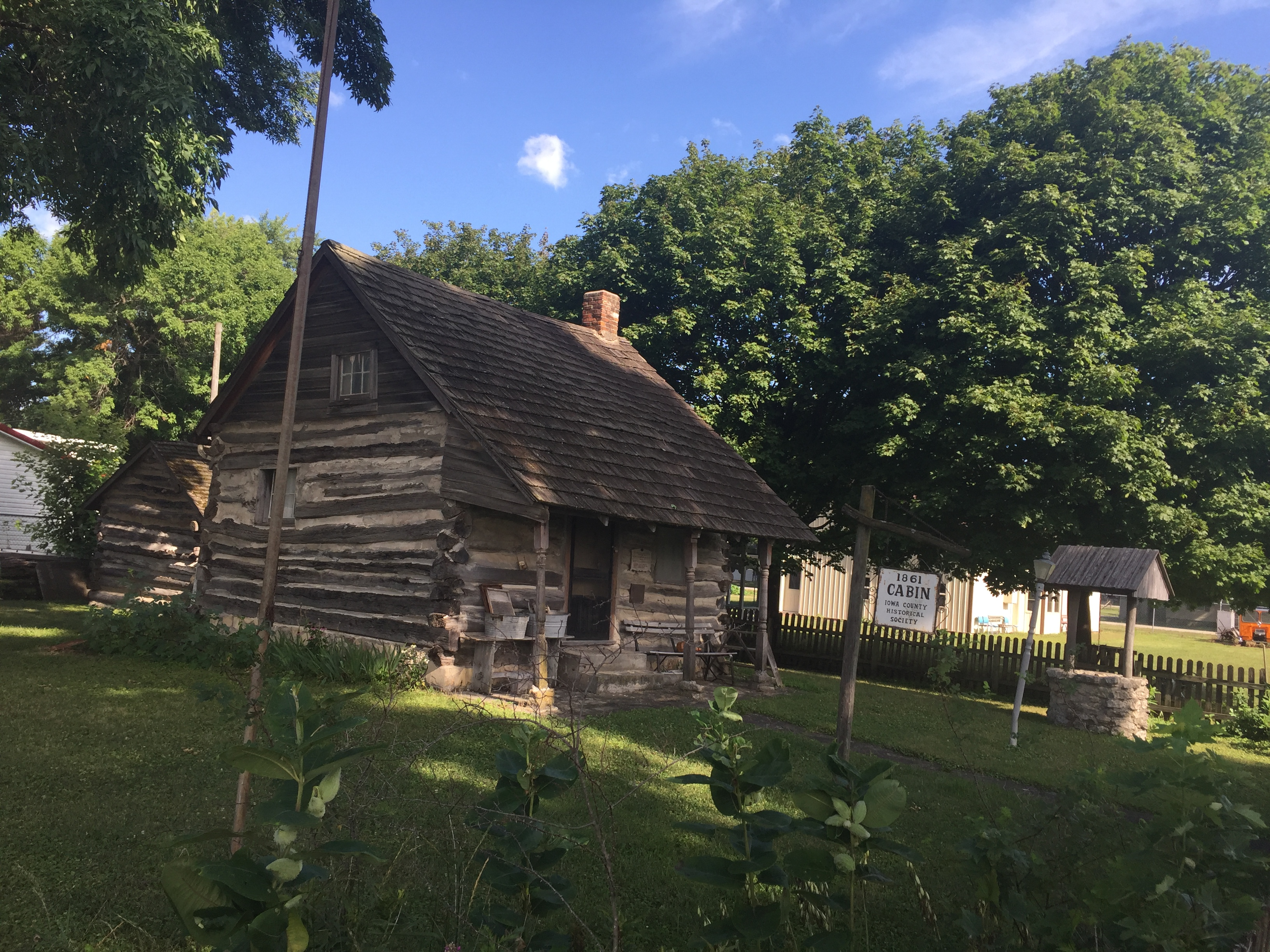
Log Cabin im Pioneer Heritage Museum
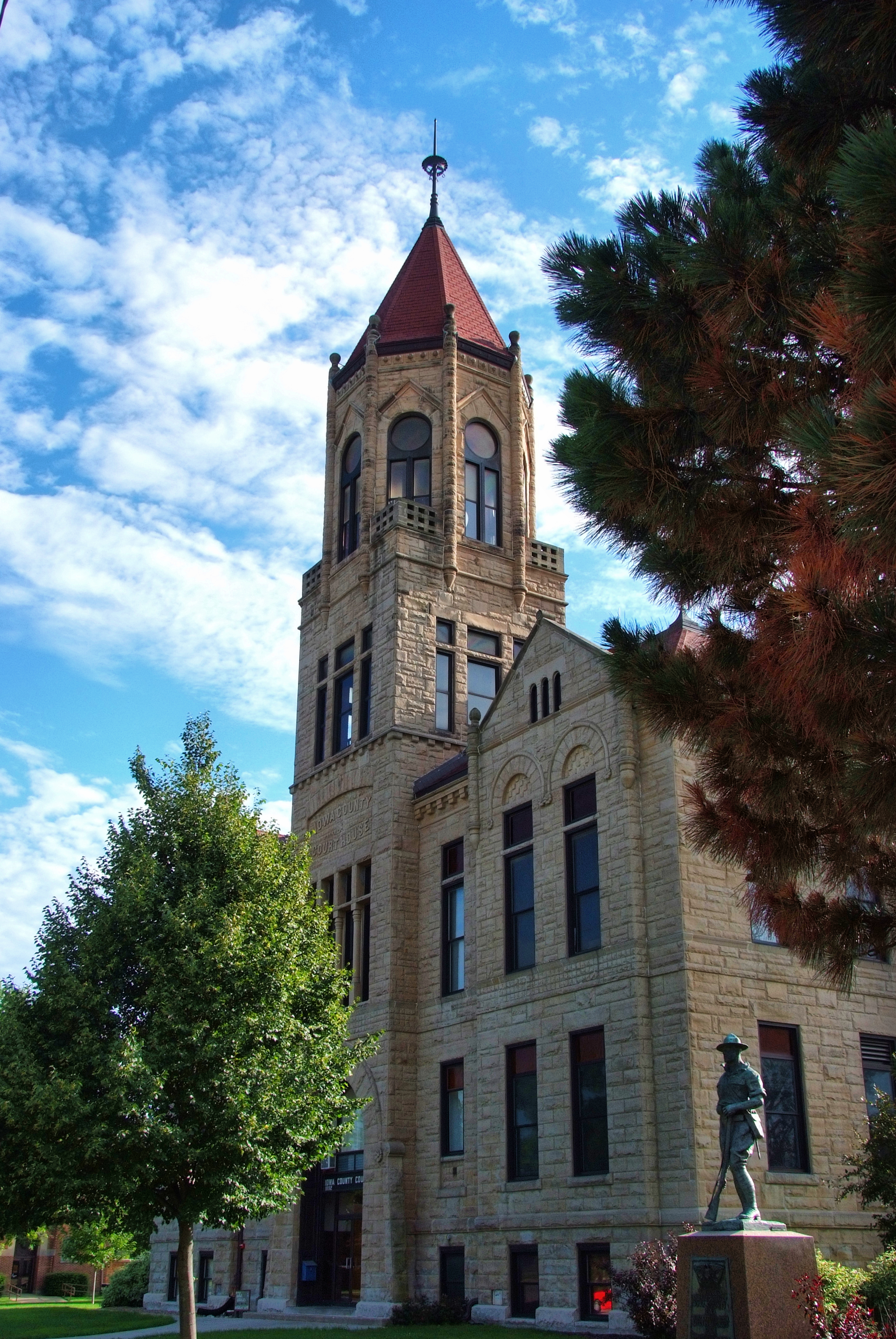
Das Gerichtsgebäude des Iowa Counties
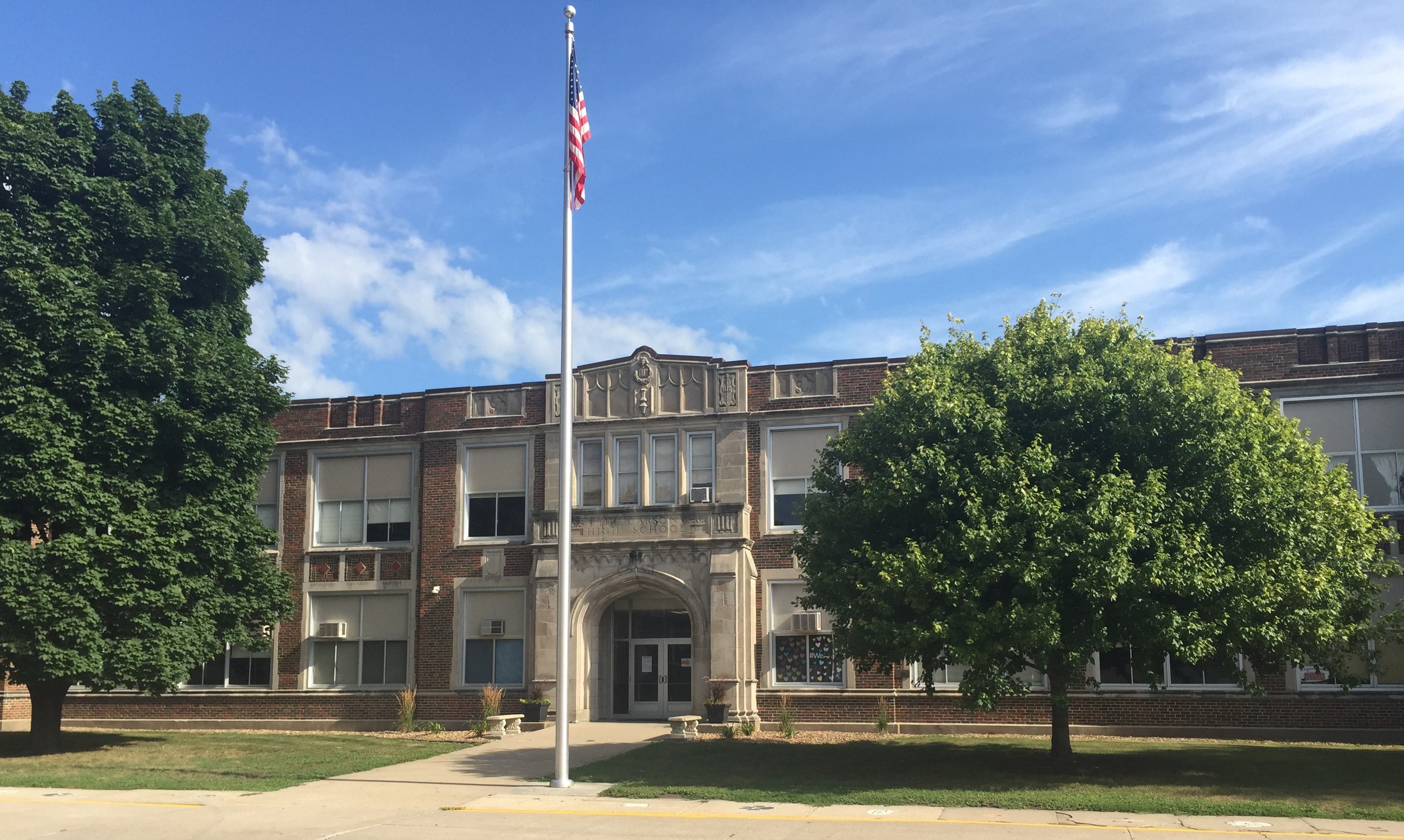
Frontansicht der Iowa Valley High School
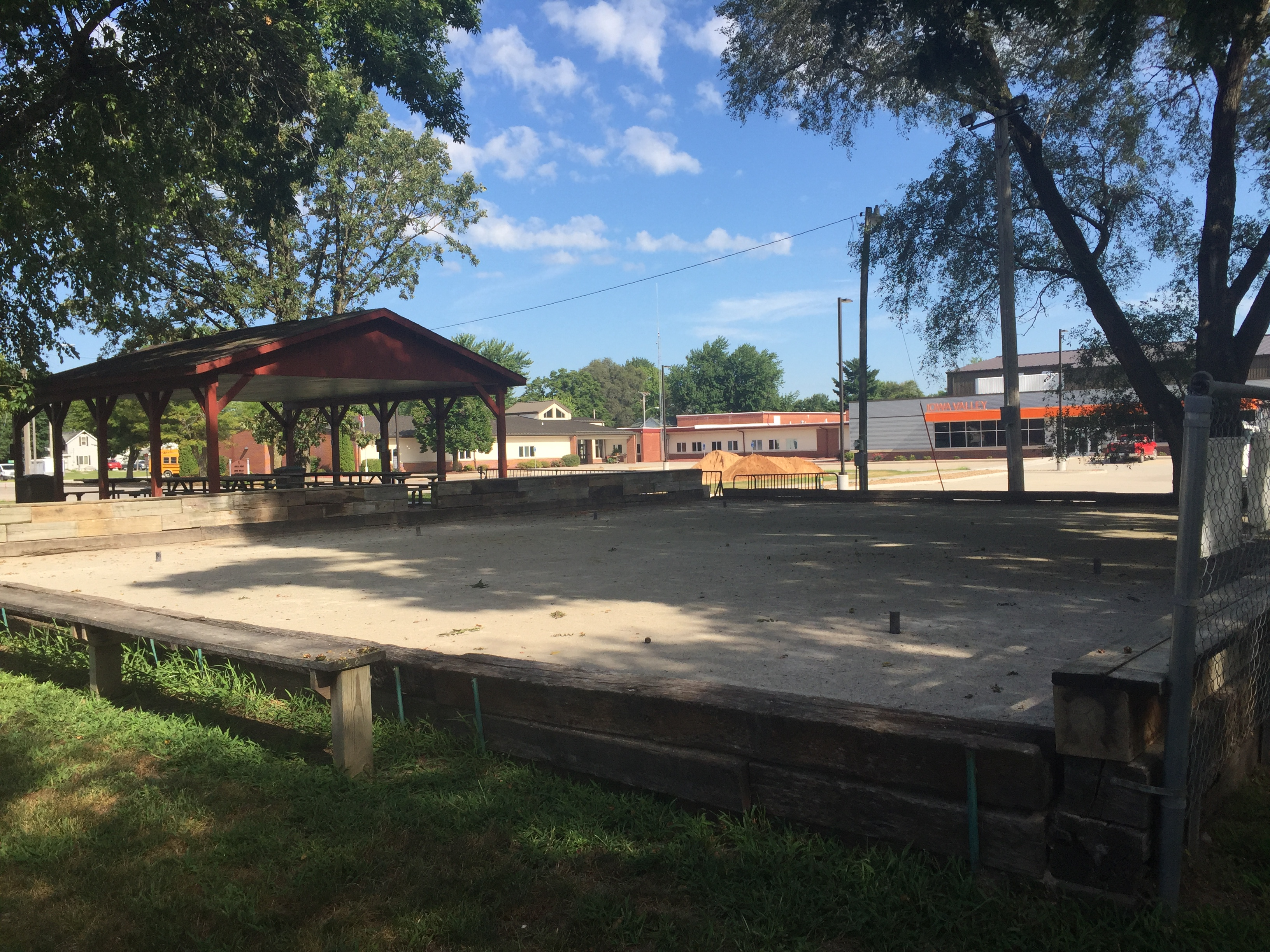
Rolle Bolle Court

## Bekannte Einwohner der Stadt
- Cliff Clevenger (1885–1960), Politiker aus Ohio, arbeitete von 1901 bis 1903 in Marengo
- Jeremiah Henry Murphy (1835–1893), Politiker, war Mitglied des Gemeinderats von Marengo
- John N. W. Rumple (1841–1903), Politiker, war Rechtsanwalt von Marengo
- Rick Wanamaker (* 1948), Zehnkämpfer, wurde in Marengo geboren